# オニャンコポン (競走馬)
オニャンコポン（欧字名:Onyankopon、2019年2月11日 - ）は、日本の競走馬。2022年の京成杯の勝ち馬である。
馬名の意味は「偉大な者」（アカン語）。

## 戦績

### デビューまで
2019年のセレクトセールで、800万円のリザーブ価格（最低落札価格）で田原邦男が購入、「オニャンコポン」と命名される。

### 2歳（2021年）
2021年9月11日、中山競馬場の新馬戦（芝2000m）において菅原明良鞍上でデビューし1着。続いて東京競馬場の1勝クラス競走、百日草特別（芝2000m）に出走し連勝。
その後はホープフルステークスに出走、道中好位の外を進むも、直線で失速し11着に敗れる。

### 3歳（2022年）
2022年1月16日、中2週で京成杯に出走。直線で馬群の半ばから末脚を伸ばし、2着のロジハービンに1.1/4馬身差をつけて優勝した。エイシンフラッシュ産駒として重賞初制覇、かつ父との親子制覇となった。
4月17日、皐月賞に単勝19.0倍の8番人気で出走し、中団後方から追い上げるも6着。その後は5月29日、東京優駿に続けて出走するも8着に終わった。小島茂之調教師は「冷静に考えて力負けですね。でも、やれることをやったし、みんな納得の競馬でした」と評価し、秋は中距離路線に向かう見通しを示した。
秋初戦としてセントライト記念（GII）に出走。4番人気で迎えたが、7着に敗れた。続く福島記念（GIII）では、2番人気に推されるも4着に敗れた。鞍上の菅原は「最近ラストがあまり良くなかったので、よりじっくり行って終いを弾けさせようと思った。もうちょっとペースが流れてくれれば違ったのかな」と振り返った。

### 4歳（2023年）
4歳初戦として中京競馬場で行われた初のマイル戦となる京都金杯（GIII）に出走し、6着。
4月、調教中に右前肢管骨を骨折していたことが判明した。

### 5歳（2024年）
骨折療養後、2月10日の洛陽ステークス（リステッド競走）から戦線に復帰。主にマイル・中距離戦線を使われ、5月18日のメイステークス（オープン）で2着に好走し久しぶりに馬券圏内に入るも、以降は凡走が続いた。年間8走目となるオーロカップ（リステッド競走）では初めて芝1400mを使われたが9着に終わった。その後「年齢とともに気性難が徐々に顕在化した」ことから陣営は去勢を提案し、田原オーナーも了承したため、11月中に去勢手術が行われた。

## 競走成績
以下の内容はnetkeiba.com、JBISサーチの情報に基づく。
| 競走日     | 競馬場 | 競走名           | 格   | 距離（馬場）  | 頭 数 | 枠 番 | 馬 番 | オッズ （人気） | 着順 | タイム （上り3F） | 着差 | 騎手        | 斤量 [kg] | 1着馬（2着馬）         | 馬体重 [kg] |
| ---------- | ------ | ---------------- | ---- | ------------- | ----- | ----- | ----- | --------------- | ---- | ----------------- | ---- | ----------- | --------- | ---------------------- | ----------- |
| 2021.09.11 | 中山   | 2歳新馬          |      | 芝2000m（良） | 12    | 7     | 10    | 032.00（6人）   | 01着 | R2:04.2（34.4）   | -0.3 | 0菅原明良   | 54        | （スリーエクスプレス） | 466         |
| 0000.11.07 | 東京   | 百日草特別       | 1勝  | 芝2000m（良） | 8     | 7     | 7     | 007.10（4人）   | 01着 | R2:02.7（33.7）   | -0.0 | 0菅原明良   | 55        | （ホウオウプレミア）   | 470         |
| 0000.12.28 | 中山   | ホープフルS      | GI   | 芝2000m（良） | 15    | 7     | 12    | 017.30（6人）   | 11着 | R2:01.7（36.8）   | -1.1 | 0菅原明良   | 55        | キラーアビリティ       | 474         |
| 2022.01.16 | 中山   | 京成杯           | GIII | 芝2000m（良） | 16    | 5     | 10    | 013.20（6人）   | 01着 | R2:01.3（34.7）   | -0.2 | 0菅原明良   | 56        | （ロジハービン）       | 466         |
| 0000.04.17 | 中山   | 皐月賞           | GI   | 芝2000m（良） | 18    | 6     | 11    | 019.00（8人）   | 06着 | R2:00.1（34.3）   | -0.4 | 0菅原明良   | 57        | ジオグリフ             | 468         |
| 0000.05.29 | 東京   | 東京優駿         | GI   | 芝2400m（良） | 18    | 4     | 7     | 024.20（6人）   | 08着 | R2:23.0（35.0）   | -1.1 | 0菅原明良   | 57        | ドウデュース           | 468         |
| 0000.09.19 | 中山   | セントライト記念 | GII  | 芝2200m（稍） | 13    | 5     | 6     | 006.30（4人）   | 07着 | R2:13.2（36.1）   | -1.4 | 0菅原明良   | 56        | ガイアフォース         | 464         |
| 0000.11.13 | 福島   | 福島記念         | GIII | 芝2000m（良） | 16    | 6     | 12    | 004.70（2人）   | 04着 | R2:00.8（35.7）   | -0.6 | 0菅原明良   | 54        | ユニコーンライオン     | 464         |
| 2023.01.05 | 中京   | 京都金杯         | GIII | 芝1600m（良） | 16    | 7     | 13    | 010.40（6人）   | 06着 | R1:33.0（34.5）   | -0.3 | 0菅原明良   | 56        | イルーシヴパンサー     | 466         |
| 0000.02.11 | 阪神   | 洛陽S            | L    | 芝1600m（良） | 11    | 4     | 4     | 005.90（4人）   | 06着 | R1:33.5（34.3）   | -0.4 | 0岩田望来   | 57        | ジャスティンスカイ     | 468         |
| 0000.03.26 | 阪神   | 六甲S            | L    | 芝1600m（重） | 15    | 8     | 14    | 007.90（4人）   | 02着 | R1:35.8（34.7）   | -0.3 | 0亀田温心   | 58        | サヴァ                 | 468         |
| 2024.02.10 | 京都   | 洛陽S            | L    | 芝1600m（良） | 18    | 2     | 4     | 021.70（8人）   | 11着 | R1:33.4（34.6）   | -0.8 | 0秋山真一郎 | 57        | ドゥアイズ             | 478         |
| 0000.03.03 | 阪神   | 大阪城S          | L    | 芝1800m（良） | 15    | 6     | 11    | 012.20（6人）   | 05着 | R1:45.8（34.4）   | -0.4 | 0長岡禎仁   | 57        | ステラヴェローチェ     | 478         |
| 0000.03.24 | 阪神   | 六甲S            | L    | 芝1600m（重） | 15    | 5     | 9     | 006.50（2人）   | 09着 | R1:34.7（35.0）   | -0.4 | 0亀田温心   | 58        | ボルザコフスキー       | 474         |
| 0000.05.18 | 東京   | メイS            | OP   | 芝1800m（良） | 16    | 6     | 11    | 010.50（5人）   | 02着 | R1:45.1（34.0）   | -0.0 | 0菅原明良   | 57        | プレサージュリフト     | 482         |
| 0000.06.30 | 函館   | 巴賞             | OP   | 芝1800m（良） | 16    | 7     | 14    | 006.50（4人）   | 04着 | R1:47.2（34.8）   | -0.4 | 0菱田裕二   | 58        | ホウオウビスケッツ     | 488         |
| 0000.07.14 | 函館   | 函館記念         | GIII | 芝2000m（良） | 16    | 1     | 2     | 013.20（8人）   | 13着 | R2:00.7（36.4）   | -1.5 | 0菱田裕二   | 57        | ホウオウビスケッツ     | 486         |
| 0000.08.11 | 新潟   | 関屋記念         | GIII | 芝1600m（良） | 18    | 8     | 16    | 022.10（9人）   | 11着 | R1:33.7（33.4）   | -0.8 | 0菅原明良   | 57        | トゥードジボン         | 476         |
| 0000.11.10 | 東京   | オーロC          | L    | 芝1400m（良） | 18    | 4     | 7     | 012.20（7人）   | 09着 | R1:21.0（33.7）   | -0.3 | 0吉田豊     | 57        | ゴールデンシロップ     | 480         |
| 2025.03.16 | 中山   | 東風S            | L    | 芝1600m（重） | 12    | 5     | 5     | 016.70（6人）   | 10着 | R1:38.3（39.2）   | -1.1 | 0菅原明良   | 58        | サイルーン             | 472         |
| 0000.05.25 | 京都   | 都大路S          | L    | 芝1800m（稍） | 17    | 1     | 1     | 038.8（10人）   | 13着 | R1:47.1（37.0）   | -1.9 | 0酒井学     | 56        | セキトバイースト       | 466         |
| 0000.06.14 | 東京   | ジューンS        | OP   | 芝1800m（良） | 15    | 2     | 2     | 074.2（10人）   | 10着 | R1:49.1（35.1）   | -1.1 | 0長岡禎仁   | 58        | シルトホルン           | 470         |
| 0000.07.13 | 福島   | 七夕賞           | GIII | 芝2000m（良） | 15    | 4     | 7     | 049.8（12人）   | 03着 | R2:01.1（35.7）   | -0.6 | 0菅原明良   | 55        | コスモフリーゲン       | 466         |

- 競走成績は2025年7月13日現在

## 馬名について
日本中央競馬会への馬名申請においては、馬名の意味を「偉大な者」としているが、猫の別称（にゃんこ）や漫画・アニメ『進撃の巨人』に登場する同名のキャラクターを想起させることから、珍名馬と扱われる場合もある。田原邦男オーナーは命名の理由として「偉大な者」の他に、
- 猫からの連想
  - オーナー自身が好きであり、日本人にも猫が好きな人が多いから
  - オニャンコポンが目指すのは寅（ネコ科）年のクラシック戦線であるから
  - 2022年は2が並ぶことから「にゃんにゃんにゃん」の年であるから
- おニャン子クラブからの連想
- スタートを「ポン」と出てほしいという願い

などを挙げている。
重賞初制覇となった京成杯の結果確定直後、先述の馬名の由来のほか、アニメ『進撃の巨人』の公式Twitterアカウントが当馬の勝利を祝福するような内容のアニメ放映告知をしたことが話題となった。

## 血統表
| オニャンコポンの血統                           | オニャンコポンの血統                                 | オニャンコポンの血統                        | （血統表の出典）                            | （血統表の出典）    |
| 父系                                           | キングマンボ系 （ミスタープロスペクター系）          | キングマンボ系 （ミスタープロスペクター系） | キングマンボ系 （ミスタープロスペクター系） | [ § 2 ]             |
| 父 エイシンフラッシュ 2007 黒鹿毛 北海道千歳市 | 父の父*キングズベスト King's Best 1997 鹿毛 アメリカ | Kingmanbo                                   | Mr. Prospector                              | Mr. Prospector      |
| 父 エイシンフラッシュ 2007 黒鹿毛 北海道千歳市 | 父の父*キングズベスト King's Best 1997 鹿毛 アメリカ | Kingmanbo                                   | Miesque                                     |                     |
| 父 エイシンフラッシュ 2007 黒鹿毛 北海道千歳市 | 父の父*キングズベスト King's Best 1997 鹿毛 アメリカ | Allegretta                                  | Lombard                                     | Lombard             |
| 父 エイシンフラッシュ 2007 黒鹿毛 北海道千歳市 | 父の父*キングズベスト King's Best 1997 鹿毛 アメリカ | Allegretta                                  | Anatevka                                    |                     |
| 父 エイシンフラッシュ 2007 黒鹿毛 北海道千歳市 | 父の母*ムーンレディ Moonlady 1997 黒鹿毛 ドイツ      | Platini                                     | Surumu                                      | Surumu              |
| 父 エイシンフラッシュ 2007 黒鹿毛 北海道千歳市 | 父の母*ムーンレディ Moonlady 1997 黒鹿毛 ドイツ      | Platini                                     | Prairie Darling                             |                     |
| 父 エイシンフラッシュ 2007 黒鹿毛 北海道千歳市 | 父の母*ムーンレディ Moonlady 1997 黒鹿毛 ドイツ      | Midnight Fever                              | Sure Blade                                  | Sure Blade          |
| 父 エイシンフラッシュ 2007 黒鹿毛 北海道千歳市 | 父の母*ムーンレディ Moonlady 1997 黒鹿毛 ドイツ      | Midnight Fever                              | Majoritat                                   |                     |
| 母 シャリオドール 2013 栗毛 北海道千歳市       | 母の父ヴィクトワールピサ 2007 黒鹿毛 北海道千歳市    | ネオユニヴァース                            | *サンデーサイレンス                         | *サンデーサイレンス |
| 母 シャリオドール 2013 栗毛 北海道千歳市       | 母の父ヴィクトワールピサ 2007 黒鹿毛 北海道千歳市    | ネオユニヴァース                            | *ポインテッドパス                           |                     |
| 母 シャリオドール 2013 栗毛 北海道千歳市       | 母の父ヴィクトワールピサ 2007 黒鹿毛 北海道千歳市    | *ホワイトウォーターアフェア                 | Machiavellian                               | Machiavellian       |
| 母 シャリオドール 2013 栗毛 北海道千歳市       | 母の父ヴィクトワールピサ 2007 黒鹿毛 北海道千歳市    | *ホワイトウォーターアフェア                 | Much Too Risky                              |                     |
| 母 シャリオドール 2013 栗毛 北海道千歳市       | 母の母*サプレザ 2005 鹿毛 アメリカ                   | Sahm                                        | Mr. Prospector                              | Mr. Prospector      |
| 母 シャリオドール 2013 栗毛 北海道千歳市       | 母の母*サプレザ 2005 鹿毛 アメリカ                   | Sahm                                        | Salsabil                                    |                     |
| 母 シャリオドール 2013 栗毛 北海道千歳市       | 母の母*サプレザ 2005 鹿毛 アメリカ                   | Sorpresa                                    | Pleasant Tap                                | Pleasant Tap        |
| 母 シャリオドール 2013 栗毛 北海道千歳市       | 母の母*サプレザ 2005 鹿毛 アメリカ                   | Sorpresa                                    | Dubiously                                   |                     |
| 母系(F-No.)                                    | (FN:11-a)                                            | (FN:11-a)                                   | (FN:11-a)                                   | [ § 3 ]             |
| 5代内の近親交配                                | Mr.Prospector 4×5･4, Kris 5×5                        | Mr.Prospector 4×5･4, Kris 5×5               | Mr.Prospector 4×5･4, Kris 5×5               | [ § 4 ]             |
| 出典                                           | 1. 2. 3. 4.                                          | 1. 2. 3. 4.                                 | 1. 2. 3. 4.                                 | 1. 2. 3. 4.         |

- 母の半弟に2020年毎日杯勝ち馬のサトノインプレッサがいる[19]。